# Иерофей (Захарис)
Епископ Иерофей (греч. Επίσκοπος Ἱερόθεος, англ. Bishop Ierotheos, в миру Иоа́ннис Захари́с, греч. Ιωάννης Ζαχαρής; Термон — 11 марта 2024, Патры) — иерарх Константинопольской православной церкви, епископ Евкарпийский (2017—2024).

## Биография
Родом из города Термон. Окончил лицей «Афониад» в административном центре Афона Карье, а позднее — богословский институт Афинского университета.
Вступил в клир Патрской митрополии и был рукоположён в священный сан митрополитом Патрским Никодимом (Валиндрасом). Был настоятелем церкви Святой Троицы в Патрах, а позднее протосинкеллом Патрской митрополии и директором телевизионного канала «ΛΥΧΝΟΣ».
20 мая 2012 года был избран настоятелем ставропигиального монастыря святой Ирины Хрисоваланту.
17 февраля 2017 года Священным Синодом Константинопольской православной церкви был единогласно избран для рукоположения в сан епископа Евкарпийского.
4 марта 2017 года, сначала в Патриаршей резиденции на Фанаре был совершён чин наречения, а затем — в Патриаршей церкви святого Георгия на Фанаре, в присутствии членов Священного Синода Константинопольского Патриархата и другого высшего духовенства и паломников.
5 марта 2017 года в Георгиевском патриаршем соборе в Стамбуле состоялась его епископская хиротония.
Страдая неисцелимым заболеванием, находился в специальном лечебном заведении в Патрах, где скончался 11 марта 2024 года. Отпевание состоялось 14 марта 2024 года в храме Святой Троицы в Патрах, а погребение — в родном городе Термоне.